# Американо-ізраїльські відносини
Американо-ізраїльські відносини — двосторонні дипломатичні, культурні, економічні відносини між США та Ізраїлем.

## Передісторія
Після закінчення Другої світової війни США стали активним учасником близькосхідної політики. Так, влада США і Великої Британії створили спільну англо-американську комісію з питання про майбутнє Палестини. З американський сторони у комісію входили, зокрема, Джеймс Макдональд, майбутній перший посол США в Ізраїлі і адвокат Бартлі Крам. Висновки комісії складалися в реченні принципів та етапів створення двохнаціональної держави на території Ерец-Ісраель і в якнайшвидшому вирішенні на репатріацію 100 000 єврейських біженців з Європи до Палестини. Невдоволений таким рішенням Британія зажадала скликати ще одну комісію, отримала назву комісії Моррісона-Грейді (за іменами британського міністра Герберта Моррісона і спеціального посланника Гаррі Трумена Генрі Грейді). Рішенням комісії став план про розділ Палестини, але із збереженням британського мандата. Це рішення не задовольнило ні євреїв, ні арабів, а в жовтні 1946 року і американська адміністрація, зажадала негайної репатріації європейських євреїв в Ерец-Ісраель.

## Роль США у створенні Держави Ізраїль
Організація Об'єднаних Націй на Другій сесії своєї Генеральної Асамблеї від 29 листопада 1947 року прийняла план розділу Палестини (резолюція Генеральної асамблеї ООН № 181) на дві держави: єврейську та арабську. Прийняття цього плану стало можливим завдяки його підтримці з боку найбільших держав — СРСР і США.
Серед політичної еліти США з цього питання існували серйозні розбіжності, і в підсумку вирішальну роль зіграла особиста позиція президента Гаррі Трумена, який заради прийняття рішення про створення Ізраїлю пішов на прямий конфлікт з керівництвом Держдепартаменту.
Ще в березні 1947 року Трумен в приватному порядку пообіцяв Хаиму Вейцману  (майбутнього президента Ізраїлю) підтримку ідеї розділу Палестини, але на наступний день американський посол в ООН проголосувала за передачу Палестини під опіку ООН. Трумен прийшов в лють і звинуватив у події чиновників Держдепартаменту.

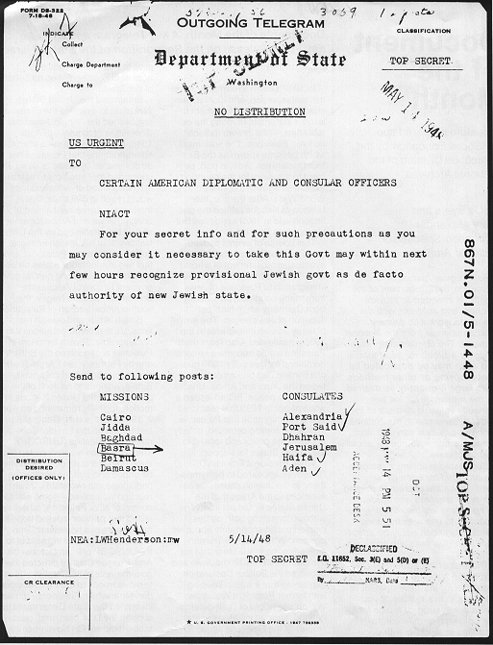
Секретна телеграма Держдепартаменту США, розіслана американським дипломатам на Близькому Сході про фактичне визнання Держави Ізраїль

Однак за цим голосуванням стояла група високопоставлених осіб, включаючи держсекретаря Джорджа Маршалла та міністра оборони Джеймса Форрестола. Багато співробітників Держдепартаменту на чолі з держсекретарем Джорджем Маршаллом побоювалися того, що явна підтримка єврейській державі призведе до того, що СРСР виступить в якості союзника арабським країнам і отримає широкий доступ в регіон. Як заявляв перший міністр оборони Джеймс Форрестол президенту Трумену: «Ви просто не усвідомлюєте, що існує 40 млн арабів і 400 тис. євреїв. Мільйони арабів візьмуть верх над тисячами євреїв. Нафта — ось та сторона, на якій ми повинні перебувати». З іншого боку, як вважав радник президента Кларк Кліффорд, «демократична держава на Близькому Сході, стане довгостроковою гарантією безпеки не тільки нашої країни, але і всього світу».
Конфлікт між Труменом і Маршаллом з цього питання загрожував перерости в урядову кризу. Однак розростання скандалу вдалося уникнути. Трумен наполіг на своєму рішенні підтримати створення Ізраїлю. Істотну роль тут зіграло і вплив єврейської громади в США, голосами якої хотів заручитися Трумен напередодні президентських виборів 1948 року. Крім того, як пише Е. Е. Епштейн у статті «Утворення держави Ізраїль і близькосхідна дипломатія США»: «Р. Трумен був південним баптистом і мав деяку релігійну симпатію до євреїв».

## Визнання і встановлення дипломатичних відносин

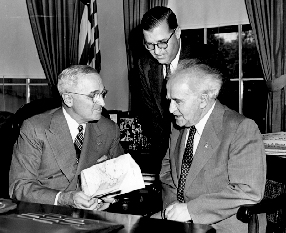
Президент Гаррі Трумен і прем'єр-міністр Давид Бен-Гуріон на зустрічі 8 травня 1951 року. Варто Абба Евен.

Після проголошення незалежності держави Ізраїль, США визнало це де-факто, а 30 січня 1949 року підтвердило це де-юре. У ході першої арабо-ізраїльської війни влада США підтримували ембарго на постачання зброї воюючим сторонам і створювало труднощі американським добровольцям, які бажали взяти участь у цій війні. Незважаючи на це майже 1000 американських добровольців брали участь у війні на боці Ізраїлю, в тому числі і в
ВПС Ізраїлю в рамках МАХАЛь (מתנדבי חוץ לארץ) .
Адміністрація США побоювалася просоціалістичного курсу керівництва Ізраїлю, але після підтримки Ізраїлем американців в Корейській війні, ці побоювання відійшли на другий план. У 1950 році, США, спільно з Великою Британією і Францією підписали резолюцію про територіальний статус-кво, що склалося після арабо-ізраїльської війни 1947-1949 рр. і зупинки гонки озброєнь на Близькому Сході. На початку 50-х років американська адміністрація починає фінансово допомагати Ізраїлю у малих масштабах (десятки мільйонів доларів у рік). У 1953 році, спеціальний посланник Трумена Ерік Джонстон намагається врегулювати забір води з Йордану між Ізраїлем, Йорданією, Сирією та Ліваном. Хоча договір і не був підписаний, де-факто ворогуючі країни продовжували діяти по ньому аж до кінця 80-х рр.

## При президентові Ейзенхауері
У 50-і рр. стосунки між Ізраїлем і США все ще залишалися прохолодними. США відмовили в постачанні зброї Ізраїлю напередодні Синайській компанії, усвідомлюючи, що підтримка цієї компанії стане загрозою дипломатичним відносинам з іншими країнами регіону. На початку 1956 року, спеціальний посланник президента Дуайта Ейзенхауера Роберт Андерсон безуспішно намагався врегулювати конфлікт між Ізраїлем і Єгиптом. У розпочатій другій арабо-ізраїльській війні, американська адміністрація спільно з керівництвом СРСР зажадали від Ізраїлю відвести війська із захопленого Синайського півострова. Ізраїль був змушений підкоритися цій вимозі.
Після революції в Іраку в 1958 році і фактичного розпаду Багдадського пакту, адміністрація Дуайта Ейзенхауера приймає стратегічне рішення про перегляд відносин з Ізраїлем, роблячи ставку на єврейську державу як основного партнера США на Близькому Сході. Це виражається в посиленні військового та політичного співробітництва між країнами. Почалися відроджуватися відносини затьмарилися доповіддю Держдепу США про наявність в Ізраїлі ядерного дослідницького центру в Дімоні, побудованого з допомогою Франції. Аж до початку 70-х рр. американські спостерігачі неодноразово відвідували ядерний центр, поки з американської сторони не було фактичного визнання Ізраїлю ядерного потенціалу.

## При президентах Кеннеді і Джонсоні
У травні 1961 року відбулася перша зустріч нового американського президента з ізраїльським прем'єр-міністром, відповідно Джона Кеннеді і Давида Бен-Гуріона. На початку 1962 року країни підписали договір про екстрадицію злочинців, а 27 грудня того ж року президент Кеннеді заявив про «особливі відносини» США з Ізраїлем на Близькому Сході і про постачання військового обладнання Ізраїлю.
Наступник Кеннеді президент Ліндон Джонсон неухильно підтримував курс попереднього президента. У 1964 році відбувся перший офіційний візит ізраїльського прем'єр-міністра (Леві Ешкол) в Білий дім. Аж до початку Шестиденної війни Франція була основним постачальником зброї для Ізраїлю, але з початку 60-х рр. США все більше витісняє французів на ізраїльському ринку зброї. Починаючи з поставок виключно оборонного озброєння, наприклад MIM-23 Хок, до середини 60-х рр. США починає поставляти і наступальні види зброї. До того ж США сприяє отриманню західнонімецького озброєння, що поставляється до Ізраїлю в рамках договору про компенсації.
Американські спроби врегулювати конфлікт між Єгиптом і Ізраїлем в Тиранском протоці ні до чого не призвели, що вилилося в Шестиденну війну 1967 року. На третій день війни ізраїльські ВВС ( за офіційною версією, помилково ) атакували американський розвідувальний корабель «Liberty», що призвело до загибелі 34 і поранення 171 американських моряків. Після закінчення війни американська адміністрація підтримує резолюцію 242 РБ ООН. На фоні покращення стосунків між Францією та арабськими країнами, США все більше стають основним постачальником озброєння в Ізраїль, а після оголошення Францією ембарго на продаж зброї Ізраїлю, США постачають єврейській державі літаки Фантом F-4.

## При президентах Ніксоні і Форді

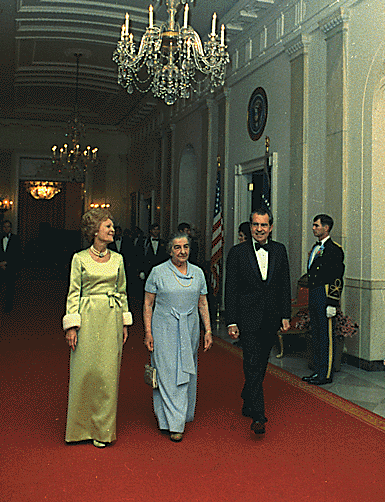
Президент Річард Ніксон з дружиною Пет Ніксон на зустрічі з прем'єр-міністром Ізраїлю Ґолдою Меїр

Після Шестиденної війни адміністрація Ніксона зробила ставку на Ізраїль як « головного стратегічного союзника на Близькому Сході». Розмір тільки економічної допомоги миттєво збільшився в 5-6 разів, а після закінчення Війни на виснаження 1967-1970 р. вона відразу ж підскочила до $2.6 млрд в рік.
Однак 27 червня 1969 ізраїльський уряд ухвалив рішення про приєднання східної частини Єрусалиму, викликавши різко негативну оцінку адміністрації Річарда Ніксона. 1 липня 1969 американський посол при ООН заявив, що американський уряд бачить в Східному Єрусалимі окупованої Ізраїлем територію. У тому ж році державний секретар США Вільям Роджерс робить спробу залагодити арабо-ізраїльський конфлікт, пропонуючи так званий «План Роджерса». У 1970 Ізраїль на прохання адміністрації США допоміг королю Хусейну вигнати сирійців з території Йорданії, провівши навчальну бомбардування сирійських танкових колон, тим самим загрожуючи втрутитися в конфлікт палестинців і йорданських влади.
У війні Судного дня, коли ЦАХАЛ страждав від відсутності необхідного озброєння, США організували повітряний міст через Європу, з метою швидко поставити Ізраїлю американську зброю. Але слідом за війною нафтове ембарго арабських країн, змусило никсоновскую адміністрацію відкоригувати «особливе ставлення» до Ізраїлю, що виразилося у військових постачання американського озброєння деяким арабським країнам.
У 1974, американський конгрес приймає поправку Джексона-Веніка, а 3 січня 1975 року її підписує президент Джеральд Форд. У березні того ж року вибухнув дипломатичний конфлікт між США та Ізраїлем з приводу знаходження ізраїльських солдатів на території Синая. Після інтенсивної серії зустрічей між держсекретарем Генрі Кіссінджером з керівниками Ізраїлю і Єгипту, сторони підписують тимчасову угоду про відвід військ і перемир'я. Крім цього, президент Форд направляє секретний лист прем'єр-міністру Іцхаку Рабину, в якому зобов'язується поставляти сучасне озброєння та не допускати військового переваги арабських країн.

## При президенті Картері

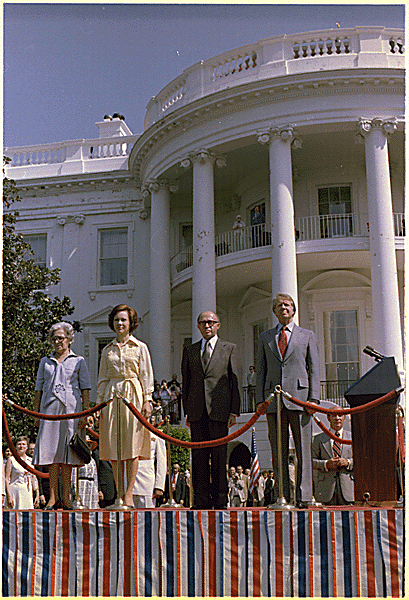
Президент Джиммі Картер і прем'єр-міністр Менахем Бегін з подружжям. 19 липня 1977 року

У 1977 році, конгрес ухвалює закон про заборону американським компаніям брати участь в арабському ембарго Ізраїлю. У тому ж році в Женеві проходить міжнародна мирна конференція по врегулюванню арабо-ізраїльського конфлікту під патронажем США і СРСР. Американська адміністрація була ініціатором ізраїльсько-єгипетського саміту в Кемп-Девіді, що в кінцевому підсумку призвело до укладення мирного договору між країнами у 1979 році у Вашингтоні. Разом з цим президент Джиммі Картер зобов'язався надати фінансову і військову допомогу як Ізраїлю, так і Єгипту. До того ж, США профінансували переклад бази ВПС Ізраїлю з Синаю на територію Ізраїлю. На початку 1980 року картеровская адміністрація підтримала Резолюцію 465 РБ ООН, заявляє про дотримання принципів Женевської конвенції на окупованих Ізраїлем палестинських територіях, включаючи Східний Єрусалим.

## При президенті Рейгані
На початку президентства Рональда Рейгана Ізраїль і США підписують договір про стратегічне співробітництво між країнами, правда після прийняття в Кнесеті Закону про Голанські висоти цей договір анулюється американською стороною. Бомбардування іракського реактора «Осірак» і продаж США Саудівської Аравії розвідувальних літаків Boeing E-3 Sentry призвели до різкого охолодження відносин між Ізраїлем і США. Почалася в 1982 році перша Ліванська війна і різанина в Сабрі і Шатілі ще більше зіпсували відносини між країнами. До того ж ізраїльське керівництво не підтримало план мирного врегулювання, запропонованого спеціальним посланником президента Філіпом Хабібом. В кінці 1983 року відносини починають налагоджуватися і в листопаді того ж року країни підписують договір про стратегічний діалог. Наступного року проводяться перші спільні навчання ВПС і ВМС США та Ізраїлю, а американська армія розміщує на території Ізраїлю склади військового обладнання, покликані допомогти ЦАХАЛу швидше отримати потрібну зброю під час військового конфлікту. З 1985 року американська допомога Ізраїлю становить 3 мільярди доларів США в рік, що виділяються конгресом на військові і цивільні потреби Ізраїлю. У тому ж році рейганівська адміністрація виділила спеціальну одноразову субсидію в розмірі 1,5 мільярда доларів на підтримку економічного плану уряду Ізраїлю. 22 квітня 1985 року США і Ізраїль підписують договір про вільну торгівлю між державами.
В кінці 1985 року настає чергове охолодження відносин між країнами на тлі скандалу з ізраїльським шпигуном Джонатаном Полларда. В наступному році розгорається новий скандал, відомий як Іран-контрас. За деякими відомостями, уряд Ізраїлю брав участь в поставках американської зброї в Іран.
У 1986 році Ізраїль починає брати участь в американській програмі «Зоряних воєн», розробляючи протиракетний комплекс Хец-2. У червні 1987 року ізраїльський уряд дає згоду на будівництво в районі Арави ретранслятора радіостанції Голос Америки, що віщає на радянську територію. Цей план викликав гнів ізраїльських захисників екології і в кінцевому підсумку був скасований.
У 80-х рр. ізраїльська авіапромисловість розробляла власний літак Лаві, покликаний скласти конкуренцію американському літаку F-16. Під тиском американського уряду проект був закритий у 1987 році.
Запропонований держсекретарем Шульцом у 1988 році мирний план врегулювання арабо-ізраїльського конфлікту ні до чого не привів.

## При президентові Буші-старшому
У 1989 році Ізраїль став першою країною, визнаної основним союзником поза НАТО, що дозволило ЦАХАЛу брати участь в американських військових проектах. У тому ж році адміністрація президента Джорджа Буша-старшого пропонує новий план мирного врегулювання, названий по імені держсекретаря Джеймса Бейкера «П'ять пунктів Бейкера». Він також не був реалізований, а 3 березня 1990 року Буш-старший заявляє, що Східний Єрусалим не належить Ізраїлю.
Напередодні війни в Перській затоці американська адміністрація чинила шалений тиск на ізраїльській уряд не відповідати на можливі обстріл Іраком території Ізраїлю, побоюючись розвалу антисадамівської коаліції. Разом з цим, США поставила Ізраїлю зенітно-ракетні комплекси" Петріот, що обслуговуються американськими солдатами. Після закінчення війни американо-ізраїльські відносини пережили ще одну хвилю охолодження, викликану триваючим будівництвом єврейських поселень. При кожному відвідуванні Ізраїлю держсекретарем Бейкером будувалося одне поселення. Пік кризи припав на 12 вересня 1991 року, коли президент Буш-старший у своїй промові прямо звинуватив прем'єр-міністра Іцхака Шаміра підтримки будівництва поселень, а керівників ЭЙПАК в лобіюванні ізраїльських інтересів на шкоду американським. На цьому тлі у жовтні 1991 року пройшла Мадридська мирна конференція, яка не привела до зсуву в арабо-ізраїльському конфлікті і ще більше ускладнила американо-ізраїльські відносини. Тільки при новому прем'єр-міністрові Ізраїлю Ицхаке Рабине відносини між країнами почали поліпшуватися.

## При президенті Клінтоні

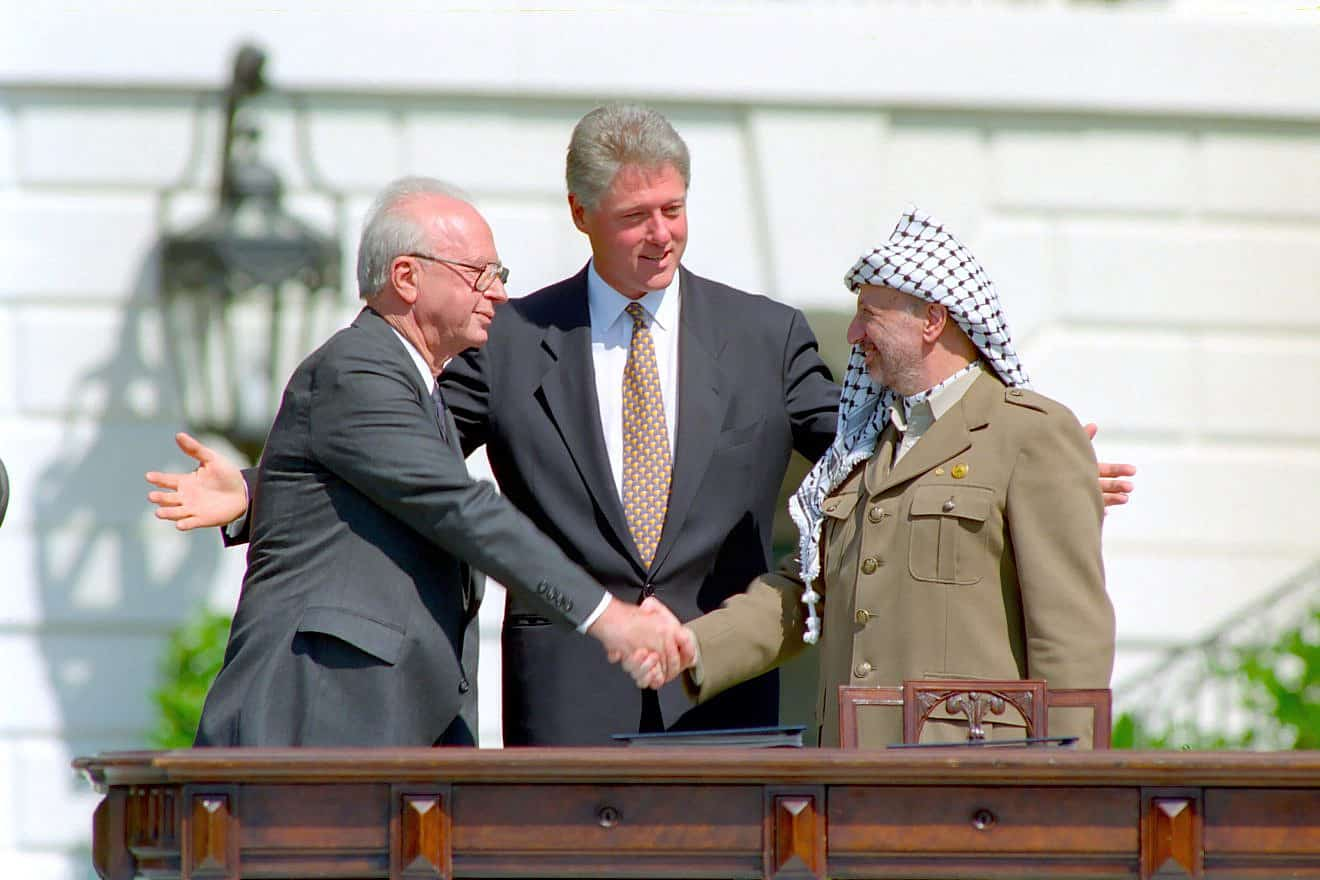
Іцхак Рабін, Білл Клінтон і Ясер Арафат під час підписання Угод в Осло

Американська адміністрація не брала активної участі в мирних переговорах в Осло, але ізраїльтяни і палестинці домовилися, що підписання ословських угод пройде в Білому Домі за участю президента
Білла Клінтона. До того ж підписання мирного договору з Йорданією і Каїрської угоди в 1994 році пройшло під патронажем США і в присутності Білла Клінтона. В жовтні 1995 року конгрес США приймає закон, що оголошує Єрусалим столицею Ізраїлю і зобов'язує уряд до 1999 року перевести посольство США з Тель-Авіва до Єрусалиму. Цей закон не виконано досі. Двоїсте ставлення клінтонською адміністрації проявилося в ставленні до проблеми Orient House, будинки в Східному Єрусалимі, який служив неформальним штабом ООП.
Після вбивства Рабина, Білл Клінтон приїхав на похорон ізраїльського прем'єр-міністра і зумів викликати любов ізраїльтян своєю мовою і словами «Прощай, друже» (שלום, חבר), сказаними на івриті.
Після хвилі терористичних актів проти ізраїльтян, США організували міжнародну антитерористичну конференцію в Шарм-еш-Шейху, яка, на думку ізраїльської парламентської опозиції, служила метою підтримати кандидатуру Шимона Переса на прийдешніх виборах. Після обрання Біньяміна Нетаньяху на пост прем'єр-міністра Ізраїлю спалахнули масові палестинські заворушення в Єрусалимі, спричинені відкриттям підземного туристичного тунелю, між Стіною плачу і Віа Долороза. Американський уряд скористалося ситуацією для тиску на Ізраїль, що в кінцевому підсумку призвело до підписання Хевронського договору та фактичного розділу міста Хеврон на палестинську і ізраїльську зони. Триваючий тиск адміністрації Клінтона на Біньяміна Нетаньяху змусило останнього підписати договір Уай-плантен, що призвело до розвалу правлячої коаліції та обрання Ехуда Барака прем'єр-міністром Ізраїлю. Під час переговорів, за твердженням спеціального посланника Денніса Росса, Клінтон назвав Нетаньяху «сучим сином» і звинуватив його у намірі зірвати підписання угоди.
Поліпшення відносин між країнами сталося в роки правління Ехуда Барака. Барак був готовий на підписання мирного договору не тільки з палестинцями, але і з Сирією. Перші неофіційні переговори між сирійськими та ізраїльськими представниками пройшли в Західній Вірджинії в містечку Шепердстоун, але вони ні до чого не привели. У липні 2000 року в Кемп-Девіді проходять палестино-ізраїльські переговори, також закінчилися нічим і призвели до початку інтифади Аль-Акса. Незважаючи на це, президент Клінтон пропонує новий план врегулювання, названий його ім'ям.
Економічні зв'язки між США і Ізраїлем досягають свого піку на початку 2000-х рр. і на фондових ринках США, включаючи біржу Нью-Йорка представлені сотні ізраїльських компаній, в основному займаються хай-теком.
Чергова криза у відносинах викликав факт продажу Ізраїлем Китаю чотирьох систем Phalcon. Під тиском США Ізраїль був змушений скасувати угоду на мільярд доларів, що призвело до кризи у відносинах з Китаєм і виплати великий неустойки. Пізніше Ізраїль, також під тиском американської адміністрації, скасував військові угоди з Індією і Туреччиною.

## При президенті Буші-молодшому

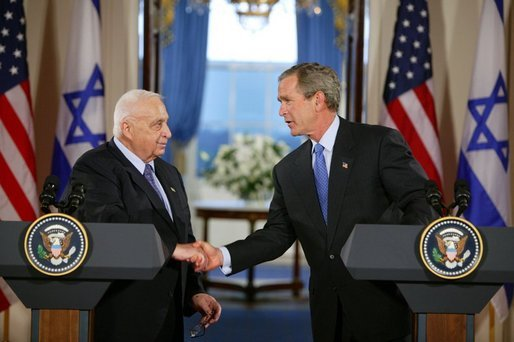
Джордж Буш і Аріель Шарон

Після обрання президентом Джорджа Буша-молодшого, американська зацікавленість у просуванні мирного процесу на Близькому Сході практично припинилася. Після терактів 11 вересня, США приймає на озброєння ізраїльські методи боротьби з терором і охорони громадських будівель і аеропортів. Незважаючи на побоювання ізраїльської влади, що утворюється подвійне ставлення до терактів на території Ізраїлю і до терактом в іншому світі, що навіть призвело до знаменитої «чехословацької мови» прем'єр-міністра Шарона, в якій він заявив, що Ізраїль не стане черговою жертвою наддержав, як Чехословаччина в 1938 році, адміністрація Буша-молодшого стала самої проізраїльської за всю історію відносин між державами. Британська газета" Файненшл Таймс" писала з цього приводу:
|  | Адміністрація Буша є, мабуть, самою проізраїльською з часу заснування єврейської держави. Вона прислухається до думки Шарона, який стверджує, що палестинцям не можна довіряти. Однак і інтересам США, і інтересам ізраїльтян і арабів пішло б лише на користь, якби американська адміністрація нагадала Шарону те, що на подібні аргументи відповів 10 років тому Рабін: світ укладають зі своїми ворогами, а не зі своїми друзями. |

Разом з тим, американський уряд намагався просунути мирний процес і в червні 2002 року, Буш-молодший у своїй промові вперше офіційно підтримав створення незалежної Палестинської держави. В наступному році адміністрація Буша представляє новий план мирного араба-ізраїльського врегулювання "Дорожня карта". Одночасно з цим американці все більше віддаляються від підтримки Ясіра Арафата, воліючи Абу Мазена. США підтримали план одностороннього розмежування, а після перемоги Хамас на проведених у 2006 році виборах, стали на позицію Ізраїлю, що виключає будь-який діалог з Хамас до визнання ним держави Ізраїль. Підтримка бушівською адміністрацією Ізраїлю тривала під час Другої Ліванської війни і в дні операції «Литий свинець».

## При президенті Обамі

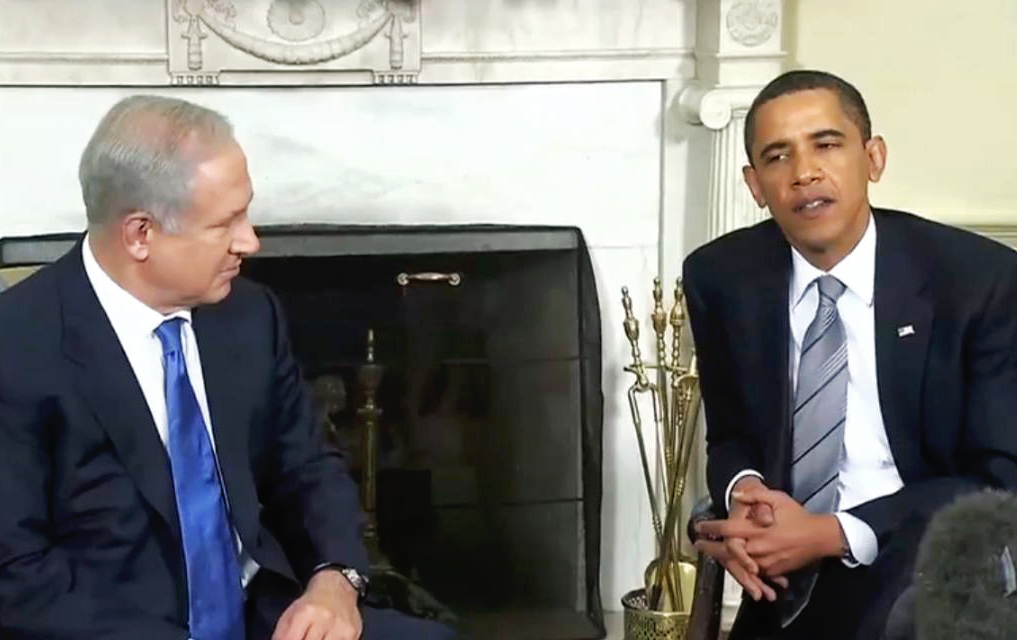
Президент Барак Обама і прем'єр-міністр Біньямін Нетаньяху на зустрічі в Білому домі

За Барака Обами відносини США та Ізраїлю значно погіршилися.
Ще в часи президентської гонки між Бараком Обамою і Джоном Маккейном багато людей в Ізраїлі задавалися питанням — «Чи Хороший Обама для євреїв?» Початкові кроки адміністрації Обами, різко критикують продовження будівництва ізраїльських поселень на окупованих територій, призвели до кризи у відносинах між державами. Заява про будівництво 1600 нових будинків в поселеннях стали піком у погіршенні відносин. Підтримка США заяви ООН про знищення ядерної зброї на Близькому Сході та контроль ядерного арсеналу Ізраїлю (за повідомленнями міжнародних агентств), не поліпшили атмосфери двостороннього співробітництва. 2 вересня 2010 року у Вашингтоні почалися чергові прямі переговори між Біньяміном Нетаньяху і Махмудом Аббасом. На них було вирішено проводити постійні зустрічі між керівниками країн кожні два тижні.

## При президенті Трампі
Президентство республіканця Дональда Трампа навпаки відрізнялося дружнім ставленням до Ізраїлю; газета The Times of Israel опублікувала список зі 100 випадків, коли Дональд Трамп підтримав Ізраїль.
8 травня 2018 року, Трамп оголосив про вихід США з ядерної угоди і поновлення санкцій проти Ірану. Це рішення отримало підтримку Ізраїлю.
6 грудня 2019 року президент США Дональд Трамп заявив, що Сполучені Штати Америки офіційно визнали Єрусалим столицею Ізраїлю і перенесли своє посольство з Тель-Авіва до цього міста. Президент Трамп заявив, що це рішення стане початком нового етапу мирного врегулювання між ізраїльтянами та палестинцями.
У 2020—2021 роках за посередництва США, вперше за 26 років, було підписано 4 договори про нормалізацію відносин між Ізраїлем та деякими арабськими країнами (ОАЕ, Бахрейном, Суданом та Марокко), відомі як Угоди Авраама; переговори курирував старший радник і зять Трампа Джаред Кушнер. Ці угоди отримали широку підтримку як з боку республіканців, і з боку демократів.